# Dhankuta (stad)
Dhankuta (Nepalees: धनकुटा) is een stad (Engels: municipality; Nepalees: nagarpalika) in het oosten van Nepal, en tevens de hoofdstad van het gelijknamige district. De stad telt ca. 26.500 inwoners.